# モアイくん
『モアイくん』は、コナミ（現・コナミデジタルエンタテインメント）から発売されたパズルアクションパズルゲーム。

## 概要
『ツインビー』（1985年）や『グラディウス』（1985年）などコナミの様々なゲームに登場していたモアイがデフォルメしてメインキャラクターとなって登場している。モアイくんはジャンプで一段高い位置へ登り、頭突きでブロックを破壊し、爆弾で足場を破壊しながら、ステージ中にある扉へ向かって進んでいく。プッチー（モアイ族の子供）を全員救出し、扉に入ればステージクリアとなる。全56ステージ。
BGMとして、奇数ステージでは「笑点のテーマ」（1967年）が、偶数ステージでは「Somebody Stole My Gal（吉本新喜劇のテーマ）」（1918年）が使用されている。2015年、プロジェクトEGGにより「コナミファミコンクロニクル Vol.3 ROMカセット編」に収録される形でサントラ化された。

## 登場キャラクター
モアイくん
この作品の主人公であるモアイ族の勇者。
プッチー
平和の楽園「モアイランド」に住んでいるモアイ族の子供。
スカル兵A
スカル帝国の下級兵。
スカル兵B
スカル帝国の下級兵だが、スカル兵Aよりも足が早い。
スカル帝国監視兵
プッチー達が逃げ出さないよう周りをいつも見張っている。
スカル帝国隊長
スカル兵士達の上官。口から剣を吐いてくる。
スカル帝国将軍
口から大量のコウモリを吐いてくる。
火吹きモアイ像
モアイくんの頭突きが通用しない、一定の間隔で炎を吐き出すモアイの石像。
スカルキング
モアイ族でありながら、侵略と破壊を繰り返すスカル帝国の悪の王。三千年も生きた為に老いて白骨と化した体しか残っておらず、昔のような若い肉体を手に入れるため悪魔と契約を結んだ。

## スタッフ
- プログラマー：柴田裕治
- キャラクター・デザイン：岸本方彰
- サウンド・デザイン：上高治己
- スペシャル・サンクス：霜出健治
- ディレクター：村木摂、梅崎重治

## 評価
ゲーム誌『ファミコン通信』の「クロスレビュー」では合計24点（満40点）、『ファミリーコンピュータMagazine』の読者投票による「ゲーム通信簿」での評価は以下の通りとなっており、19.50点（満30点）となっている。
| 項目 | キャラクタ | 音楽 | 操作性 | 熱中度 | お買得度 | オリジナリティ | 総合  |
| 得点 | 3.70       | 3.22 | 3.11   | 3.19   | 3.18     | 3.10           | 19.50 |